# SDSS J103931.35+325625.5
| SDSS J103931.35+325625.5                                | SDSS J103931.35+325625.5                                  |
| ------------------------------------------------------- | --------------------------------------------------------- |
| Beobachtungsdaten Äquinoktium: J2000.0, Epoche: J2000.0 |                                                           |
| Sternbild                                               | Leo Minor                                                 |
| Rektaszension                                           | 10h 39m 31,4s                                             |
| Deklination                                             | +32° 56′ 26″                                              |
| Helligkeit (J-Band, ggf. gesamthaft)                    | 16,2 mag                                                  |
| Spektralklasse                                          | gesamthaft: T1 (im NIR) mögliche Komponenten: ca. L7 + T4 |
| Andere Bezeichnungen                                    |                                                           |
| 2MASS J10393137+3256263                                 |                                                           |

SDSS J103931.35+325625.5 ist ein kühles Objekt im Sternbild Leo Minor. Es wurde zunächst von Chiu et al. (2006) durch die Analyse von Bilddaten des Sloan Digital Sky Survey (SDSS) im nahen Infrarot als T1-Zwerg identifiziert. Eine 2010 publizierte spektroskopische Untersuchung durch Burgasser et al. ergab starke Hinweise darauf, dass es sich um ein Doppelsystem mit geschätzten mittleren Spektraltypen von L7 und T4 handeln könnte.